# Moana (singolo)
Moana è un singolo dei rapper statunitensi G-Eazy e Jack Harlow, pubblicato il 1º maggio 2020 e incluso nella versione deluxe del sesto album in studio di G-Eazy These Things Happens Too.

## Video musicale
Il video musicale è stato reso disponibile il 29 aprile 2020.

## Tracce
Testi e musiche di Gerald Gillum, Jack Harlow e Xavier Dotson.
1. Moana – 2:58

## Formazione
Musicisti
- G-Eazy – voce
- Jack Harlow – voce

Produzione
- DJ Riggins – assistenza all'ingegneria del suono
- Jacob Richards – assistenza all'ingegneria del suono
- Mike Seaberg – assistenza all'ingegneria del suono
- Jaycen Joshua – mastering, missaggio
- Brian Chew – registrazione
- Dakari Gwitira – registrazione
- Nickie Pabon – registrazione

## Classifiche
| Classifica (2020) | Posizione massima |
| ----------------- | ----------------- |
| Canada            | 72                |
| Grecia            | 84                |
| Stati Uniti       | 123               |